# Симон, Винисиус
Вини́сиус Симо́н (порт.-браз. Vinicius Simon; родился 17 ноября 1986 года в Сан-Паулу) — бразильский футболист, центральный защитник.

## Биография
Винисиус Симон — воспитанник молодёжной академии «Сантоса». Дебютировал за основную команду в 2007 году. С 2008 по 2010 год выступал в арендах за три клуба низжих дивизионов — «Боависту» из Сакуаремы, «Санту-Андре» и «Крисиуму». На официальном сайте «Сантоса» указано, что Винисиус Симон — победитель Кубка Бразилии 2010 года и Кубка Либертадорес 2011, что является ошибкой — игрок не участвовал в этих турнирах и даже ни разу не был в заявке на матчах.
В 2010 году Винисиус сыграл в пяти матчах чемпионата Бразилии, а также в трёх товарищеских играх. В 2011 году футболист долго лечился от травмы и не играл в Кубке Либертадорес. Лишь в середине апреля Симон сыграл в 2 матчах Лиги Паулисты, тем самым выиграв первый трофей в составе «Сантоса». До конца года футболист сыграл ещё в 7 матчах чемпионата Бразилии. В декабре Винисиус отправился в Японию в составе команда на Клубный чемпионат мира, однако в двух матчах (полуфинале и финале) Винисиус так и не появлялся на поле.
В 2012 году на правах аренды перешёл в клуб Серии B «Америка Минейро». В 2013 году выступал за «Спорт Ресифи». Вернулся в «Сантос» в 2014 году, однако пропустил практически весь год из-за тяжёлой травмы. Провёл лишь один матч в Кубке Бразилии 1 августа, но был вынужден покинуть поле в середине первого тайма.

## Достижения
- Чемпион штата Сан-Паулу (2): 2011, 2012
- Чемпион штата Сержипи (1): 2020
- Победитель бразильской Серии C (1): 2015
- Чемпион Кубка Бразилии (1): 2010